# Atacul aerian asupra Aeroportului Internațional din Bagdad din 2020
Atacul aerian asupra Aeroportului Internațional din Bagdad a avut loc în data de 3 ianuarie 2020 și a fost provocat de Statele Unite în Aeroportul Internațional din Bagdad asupra unui convoi care transporta mai mulți pasageri, inclusiv generalul iranian și comandantul Forței Quds a Corpului Gardienilor Revoluției Iraniene, Qasem Soleimani, și comandantul Forțelor de Mobilizare Populară irakiene Abu Mehdi al-Muhandis.
Atacul a crescut brusc tensiunile dintre SUA și Iran. În urma atacului, liderul religios iranian, Ali Khamenei, a anunțat o perioadă de doliu de trei zile în țară.